# يان شور
يان شور (بالألمانية: Jan Schur) مواليد 27 نوفمبر 1962 في لايبزيغ، ألمانيا الشرقية، هو دراج ألماني سابق. سبق أن شارك في دورة الألعاب الأولمبية الصيفية وفاز بميدالية أولمبية. فاز ببطولة العالم لسباق الدراجات على الطريق.

## الميداليات
| الميدالية | المسابقة                       |
| --------- | ------------------------------ |
| ذهبية     | الألعاب الأولمبية الصيفية 1988 |

## روابط خارجية
- يان شور على موقع أرشيف الدراجات (الإنجليزية)
- يان شور على موقع إحصائيات الدراجات الإحترافية (الإنجليزية)
- يان شور على موقع CycleBase (الإنجليزية)
- يان شور على موقع أوليمبيديا (الإنجليزية)